# 葛琴
葛琴（1907年12月24日—1995年1月3日），女，江苏宜兴，作家，左联成员，先后写有50万字的作品。父亲葛沐春。

## 生平
葛琴是江苏宜兴丁蜀镇人。1921年，考取苏州乐益女子中学，毕业后升入上海景贤女子中学，由在该校任教张闻天的介绍，进入上海大学，并在工人夜校兼职教课。
1926年11月，由王茀仑、郑普秋介绍，加入了中国共产党。
1927年，参加了上海工人第三次武装起义，失败后以小学教员作为掩护，担任党中央宣传部的机要秘书，常与刘少奇等中央领导人进行联系。
1927年5月，葛琴与华岗同居，婚后育有一女（1928年3月）不久去世，一子（1931年9月），名叫华贻芳。1932年，华岗被捕入狱。同年，在丁玲主编《北斗》上发表处女作——小说《总退却》，此后，又写了《一天》《蓝牛》《犯》《路》《罗警长》《枇杷》等短篇小说，都反映了社会底层人民的苦难及其抗争。
1933年12月，葛琴从鲁迅处借款100元用于营救华岗未果，幼女去世，回乡暂避，后有报纸宣布了华岗牺牲的消息，遂放弃了继续营救的打算。
1937年3月，出版了短篇小说集《总退却》，由鲁迅修改并作序。
1938年，葛琴与邵荃麟结婚，育有3个子女，邵小琴 邵小鹰 邵小鸥。
“文革”前，任北京电影制片厂艺术副厂长。
1968年3月，葛琴被隔离审查，中央专案组“一办”立案，罪名之一是“叛徒”，之二是写小说《贵宾》攻击污蔑江青，后长期遭受迫害导致偏瘫。
1995年1月3日，葛琴在北京友谊医院病逝。